# Lühe (Adelsgeschlecht)

Wappen derer von der Lühe

Lühe  ist der Name eines alten nordostdeutschen Adelsgeschlechts. Die Herren von der Lühe gehören zum mecklenburgischen Uradel. Zweige der Familie bestehen bis heute.
Die Familie ist von den Schulte von der Lühe, einem Adelsgeschlecht aus dem Alten Land, Burgmannen der Burg Horneburg zu unterscheiden.

## Geschichte

### Herkunft
Die Vorfahren der Familie kamen höchstwahrscheinlich aus der heutigen Samtgemeinde Lühe entlang der gleichnamigen Lühe, einem Nebenfluss der Unterelbe im Alten Land. Sie waren vermutlich mit den von Zesterfleth, die an der Lühe einen Bergfried besaßen, stammesgleich, da der Vogt und Ritter Otto von der Lühe aus Buschmühlen, dessen Schenkung zugunsten des Klosters Doberan am 6. Dezember 1305 Fürst Heinrich von Mecklenburg beurkundete noch das gleiche Wappen wie die von Zesterfleth führte.

Wappen des Ritters Otto von der Lühe von 1305

Das Adelsgeschlecht von der Lühe (auch Lu, Lue oder Lü) gehörte zum mecklenburgischen Uradel, sowohl evangelischer als auch katholischer Konfession und erscheint mit Heinrich de Lü 1230 zuerst urkundlich und beginnt die Stammreihe 1366 auf Dettmannsdorf. Nach der ungesicherten Familienüberlieferung gelangten sie im Gefolge von Heinrich dem Löwen nach Mecklenburg. Sie hatten den Auftrag, Bauern aus Niedersachsen und Westfalen anzusiedeln.
Nach dem Genealogischen Handbuch des Adels wird das Geschlecht am 28. Juni 1240 mit den Ordensrittern Reinhardus, Olricus, Johannes, Heidenricus, Hermannus und Heinricus de Lu erstmals urkundlich erwähnt. Die ununterbrochene Stammreihe beginnt mit Heinrich von der Lühe, der ab 1366 in Urkunden erscheint.

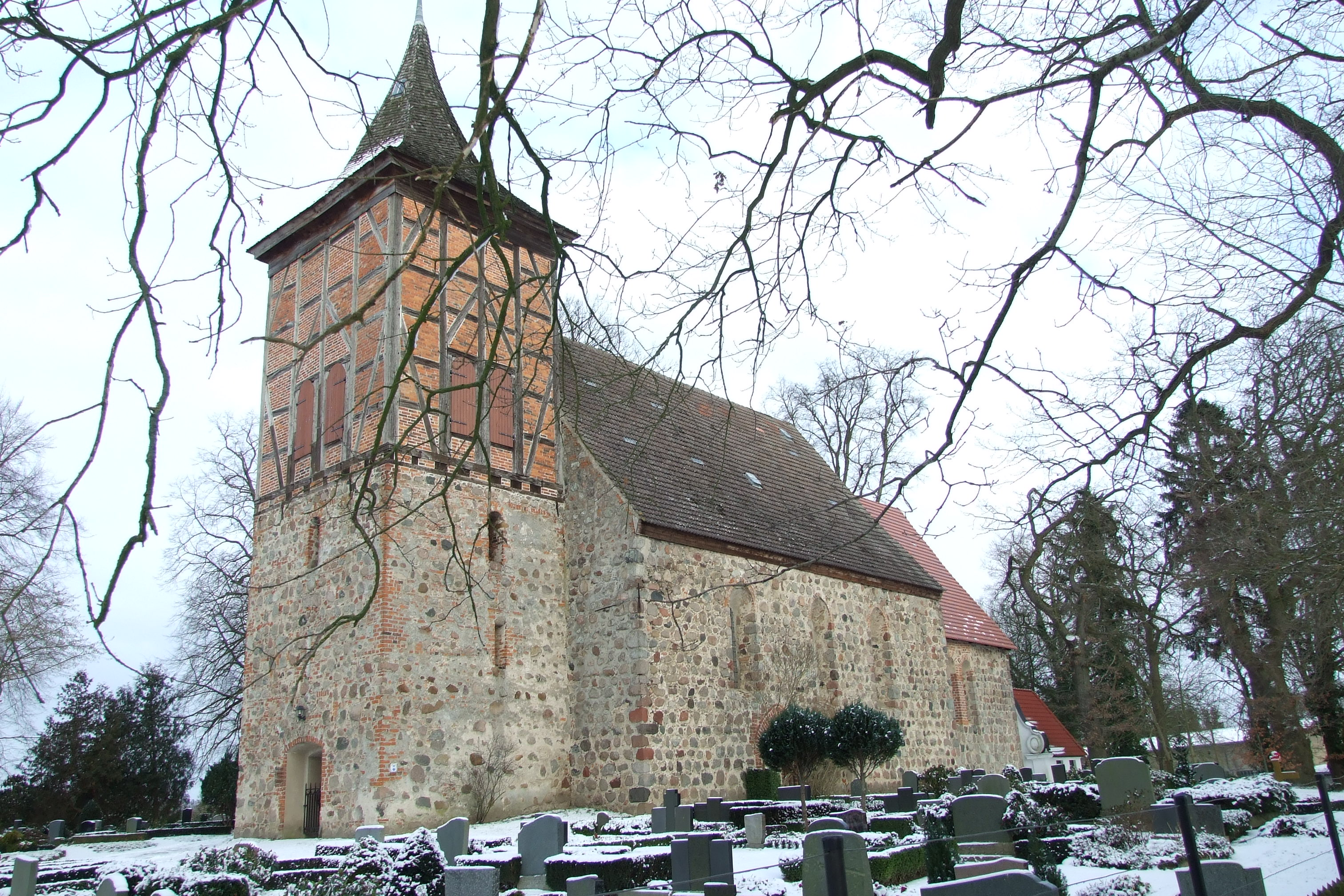
Dorfkirche Kölzow (2009)

Der älteste Stammsitz der Lühes war Kölzow, heute ein Ortsteil der Gemeinde Dettmannsdorf bei Ribnitz-Damgarten im Landkreis Vorpommern-Rügen. Sie errichteten eine Wehrturmanlage mit Ringgraben auf einer Insel. Die dortige neben dem Gutshof erbaute Feldsteinkirche Kölzow gehört zu den ältesten Kirchenbauten in Mecklenburg-Vorpommern. Der 1233 geweihte Chorraum ist romanischen Ursprungs. Bei Sanierungsarbeiten 1987 wurden eindrucksvolle Freskenbilder aus dieser Zeit wiederentdeckt und freigelegt. Sie zeigen die Wahl einer Prinzessin und sind die frühesten Familienbilder derer von der Lühe.

### Ausbreitung und Persönlichkeiten
Nach Kneschke waren auch die 1301 erschienenen Heinricus und Otto de Lü Familienmitglieder. 1523 gehörten die Herren von der Lühe zu den Mitunterzeichnern der Union der Landstände. Im 16. Jahrhundert wurden Angehörige der Familie auch in Braunschweig sesshaft. Georg von der Lühe begleitete 1530 den Herzog von Braunschweig auf dem Reichstag zu Augsburg. Heinrich von der Lühe, herzoglich Braunschweiger Rat, wurde 1570 wegen der Konkordienformel vom Braunschweiger Hof zu Kurfürst August von Sachsen entsendet.
Joachim von der Lühe war zunächst herzoglich mecklenburgischer Oberst und später Hofmarschall und Geheimer Rat. Er starb 1588 unverheiratet. Heinrich († 1591) wurde Stiftshauptmann zu Halberstadt und Paschen von der Lühe Präsident des Landgerichts zu Sternberg und Klosterhauptmann des Klosters Dobbertin. Er starb 1653 ohne Nachkommenschaft. Dietrich von der Lühe († 1673) war erst herzoglich güstrowscher Prinzenhofmeister und später Geheimrat und Präsident aller Kollegien. Er hinterließ aus zwei Ehen vier Söhne. Sohn Jacob Friedrich von der Lühe wurde königlich dänischer Generalleutnant und ab 1730 Kommandant des Leibregiments der Königin. Einer seiner Brüder war königlich dänischer Oberlanddrost. Curt Heinrich von der Lühe, kurbraunschweiger Oberappellationsgerichtsrat, wurde 1738 fürstlich ostfriesischer Geheimrat.
Zahlreiche, während des 18. Jahrhunderts in königlich dänischen Diensten stehende Angehörige, erhielten dänische Adelsnaturalisationen. So am 15. Februar 1776 der königlich dänische Kammerherr, Geheime Konferenzrat und Oberpräsident von Kopenhagen Volrad Augustin von der Lühe. Ebenso Andreas Augustin von der Lühe, königlich dänischer Generalmajor der Infanterie, am 7. März 1776, sowie dessen Bruder Julius Didrik von der Lühe, königlich dänischer Premierleutnant am 22. Mai 1776. Der königlich dänische Kammerjunker Friedrich Carl Aemilius von der Lühe erhielt am 25. Juni 1777 die dänische Adelsnaturalisation und im gleichen Jahr Augustin von der Lühe sowie dessen Bruder Hans Otto, der spätere königlich württembergische Justizminister.

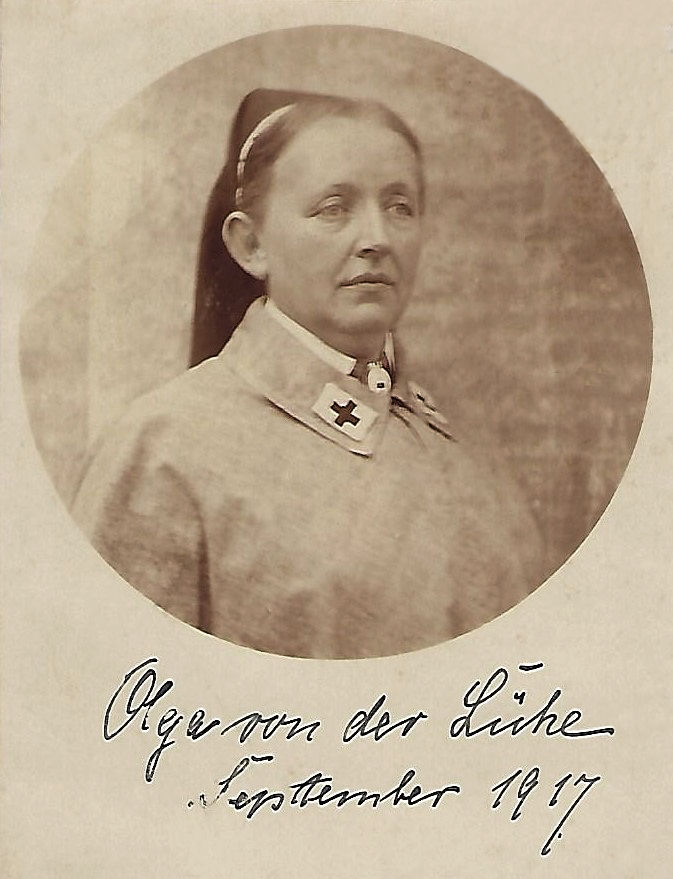
Olga von der Lühe (1917)

Im Dobbertiner Einschreibebuch von 1696 bis 1918 befinden sich auch 59 Eintragungen von Töchtern der Familien von der Lühe von 1714 bis 1915 u. a. aus Buschmühlen, Dettmannsdorf, Reddersdorf, Barnekow, Zarnewitz und Tieplitz zur Aufnahme in das dortige adelige Damenstift.
Als Offiziere in kurbrandenburgischen bzw. königlich preußischen Diensten standen unter anderem Friedrich Matthias von der Lühe († 1792) als Rittmeister und Eckars von der Lühe starb 1843 als Hauptmann. Dessen gleichnamiger Sohn war Leutnant im Infanterie-Regiment „von Borcke“ (4. Pommersches) Nr. 21.
Ein Geschlechtsverband wurde 1886 gegründet. Erster Vorsitzender war Oberst a. D. Oskar von der Lühe aus Celle, sein Stellvertreter Korvettenkapitän a. D. Hans Adelbert von der Lühe.

### Besitzungen

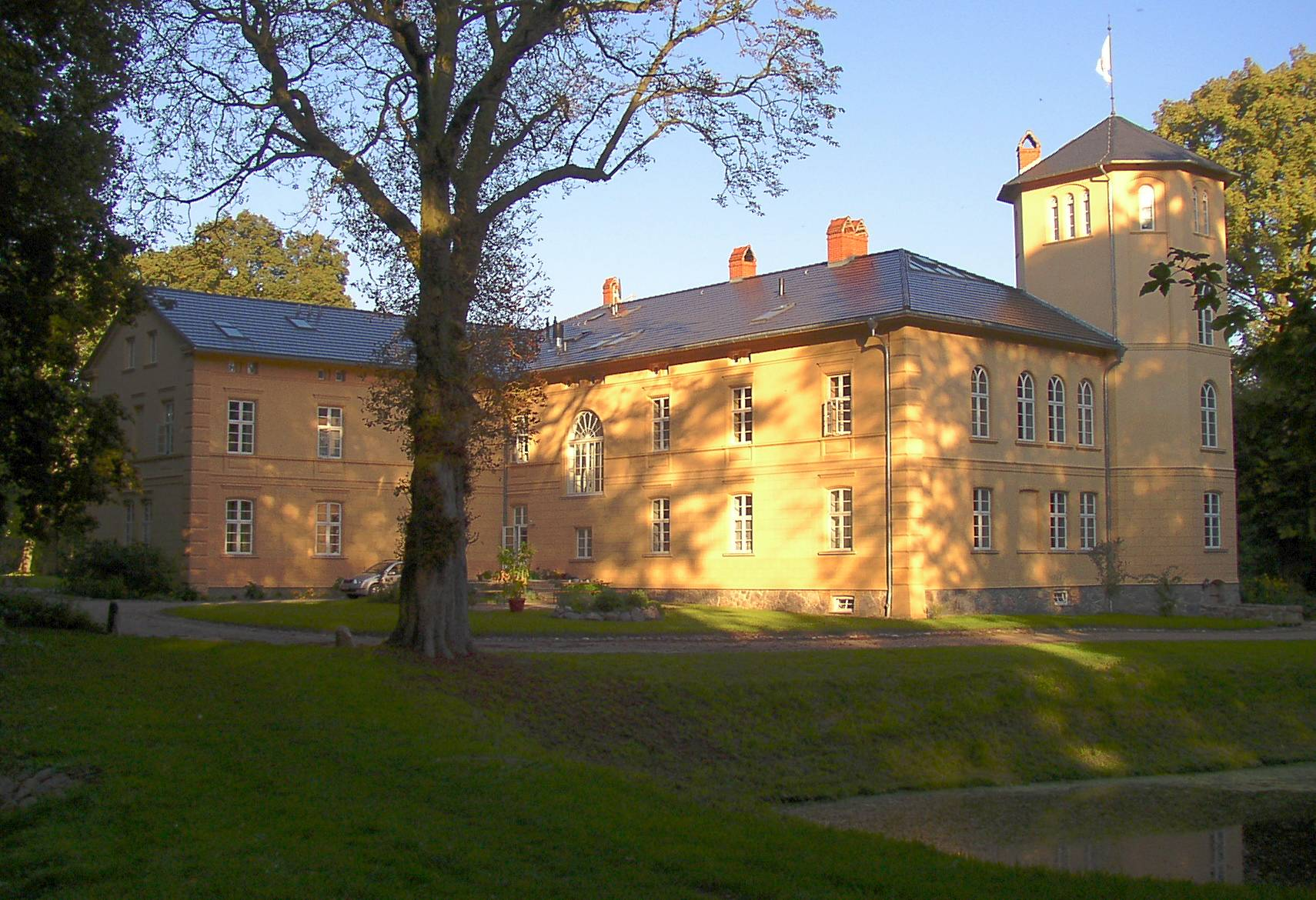
Herrenhaus Kölzow (2006)

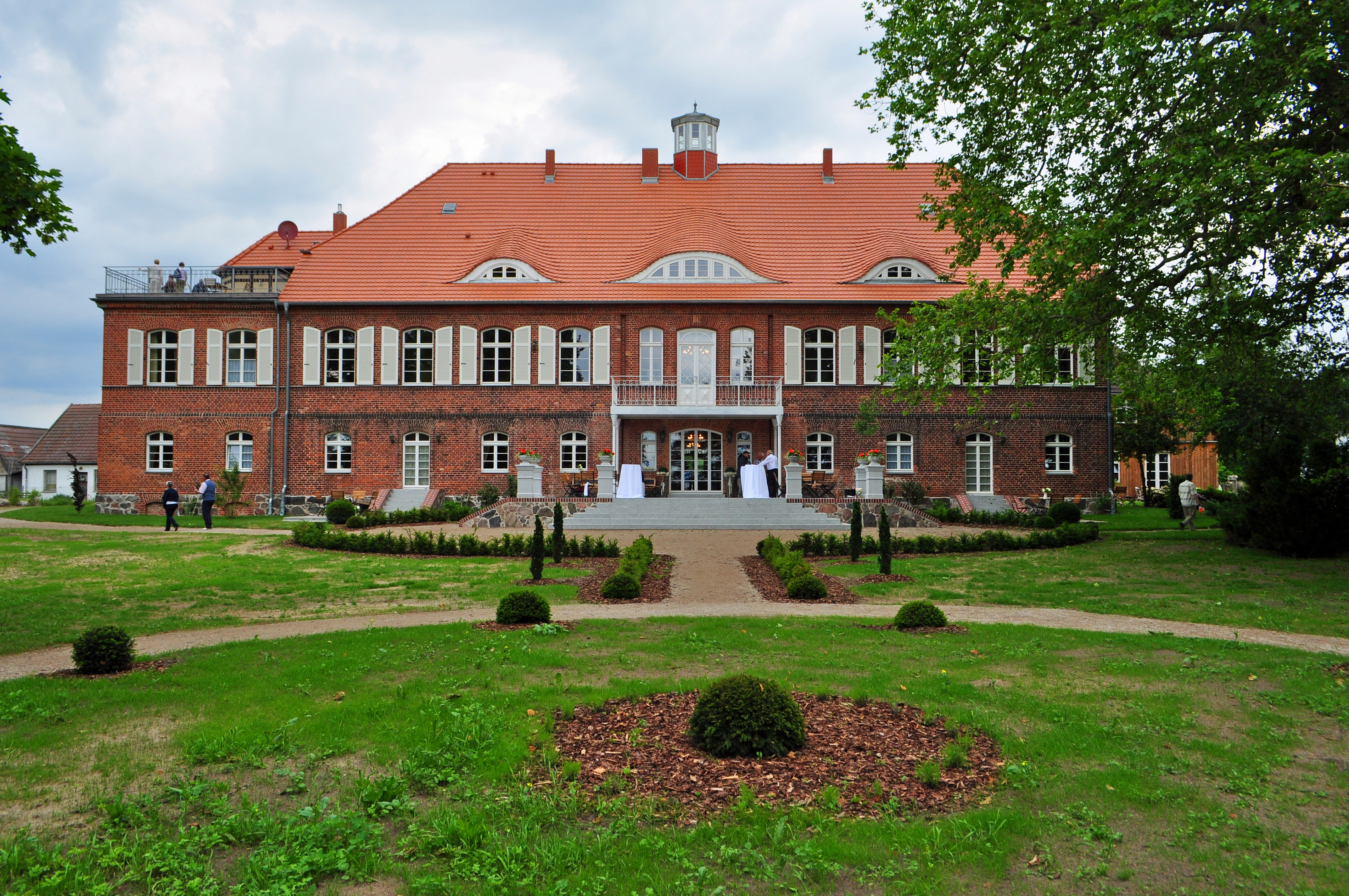
Herrenhaus Pütnitz (2013)

Der Stammsitz Kölzow war noch bis 1768 in Familienbesitz und ging dann an die Familie von Prollius auf Stubbendorf. 1925 erwarb es Prinz Friedrich Sigismund von Preußen, der es bis 1945 behielt. 1997 wurde es von Detlef und Ute von der Lühe erneut übernommen und ist seit dem Jahre 2000 in deren Besitz. Nach einer gründlichen Sanierung erhielt die Familie im September 2009, in Anerkennung der Verdienste um den Erhalt kulturellen Erbes, die Denkmalplakette des Landes Mecklenburg-Vorpommern. Im Schloss werden Ferienzimmer und Festräume vermietet.
2011 erwarben Nikolaus und Diana von der Lühe das unweit von Damgarten gelegene Gutshaus Pütnitz, in dem ebenfalls Ferienwohnungen und Festsäle bewirtschaftet werden.
Weitere frühe Besitzungen in Mecklenburg waren seit 1433 Panzow, seit 1450 Marlow und Sülten; Gut Kneese-Hof bei Marlow war von 1516 bis 1824 im Besitz der Familie. Nahe Panzow befinden sich die ehemals Lühe'schen Güter im heutigen Amt Neubukow-Salzhaff: Rakow, Teßmannsdorf und Klein Strömkendorf (Ortsteile von Am Salzhaff) sowie Spriehusen, Drüschow, Steinbrink und Büttelkow mit Buschmühlen (alle in der Gemeinde Neubukow).
Im 16. Jahrhundert konnten Güter in Braunschweig erworben werden, später auch in Pommern. Dort waren Angehörige zu Stöwen, Marsow, Hechthausen, Sellnow, Sorge, Zarnefanz, Birkholz, Grüneberg und Kanzig besitzlich.
Während des 19. Jahrhunderts war in Mecklenburg ein Major von der Lühe zu Redderstorf begütert und ein Herr von der Lühe auf Schabow. In Pommern besaßen Angehörige der Familie Mitte des 19. Jahrhunderts die Güter Naffin und Zarnefanz im ehemaligen Landkreis Belgard und Grochnow im Landkreis Sternberg. Friedrich Carl Johann von der Lühe war Herr auf Stöwen im Landkreis Dramburg.

## Wappen

### Familienwappen
Das Wappen zeigt in Silber eine aufsteigende fünfmal gezinnte blaue Spitze. Auf dem Helm mit blau-silbernen Decken eine wachsende goldgekleidete und goldgekrönte Jungfrau mit offenem goldenen Haar, mit beiden Händen einen goldenen Ring mit Stein vor sich haltend.

### Wappensage
Zwei Brüder de Lu, beide Ritter in Diensten von Heinrich dem Löwen, befreiten eine wendische Prinzessin aus einer brennenden Burg, vermutlich der Burg Ilow bei Wismar, eine der Hauptburgen des Wenden-Fürsten Niklot, die dieser brennend aufgab, bevor er sich vor den Truppen Heinrichs des Löwen auf seine letzte Festung, Burg Werle, zurückzog. Beide Brüder waren von der Schönheit der Prinzessin verzaubert und begehrten sie zur Frau. Die Prinzessin, die beiden zugetan war, traf die Wahl. Schließlich gab sie einem Bruder einen Strauß, der andere bekam einen goldenen Reif. Dieser war der auserwählte Gatte. Seit dieser Zeit ziert eine gekrönte Prinzessin das Wappen der Familie von der Lühe. Die Wappen der Nachfahren beider Brüder sind identisch – mit einer Ausnahme: Bei den Nachkommen des Bruders, der die Prinzessin heiratete, hält sie einen Ring in ihren Händen, bei den Nachfahren des anderen einen Blumenstrauß. Beide Familienzweige existierten bis in das 18. Jahrhundert. Die Familie mit dem Strauß starb dann aus. Die heute lebenden Namensträger haben den Ring im Wappen.

### Historische Wappenbilder

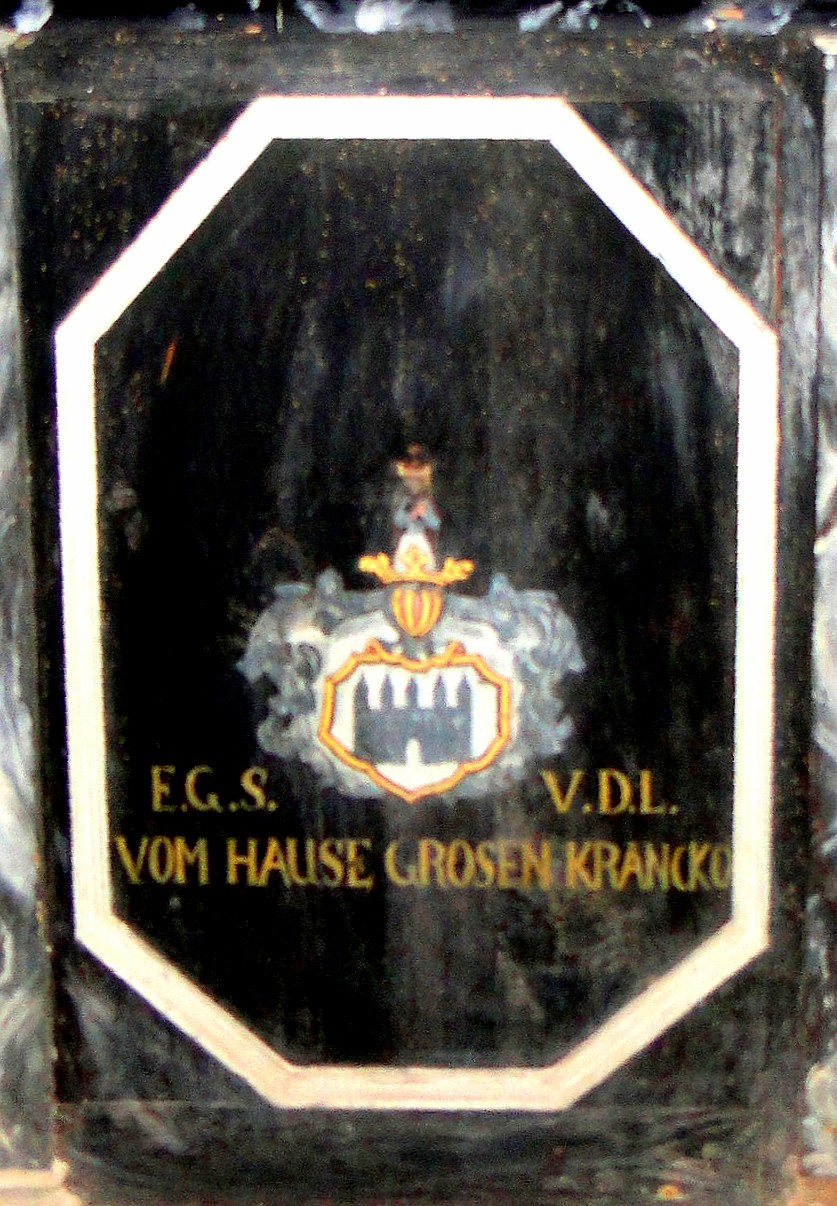
Bildwappen an der südlichen Gebetsloge auf der Nonnenempore in der Dobbertiner Klosterkirche
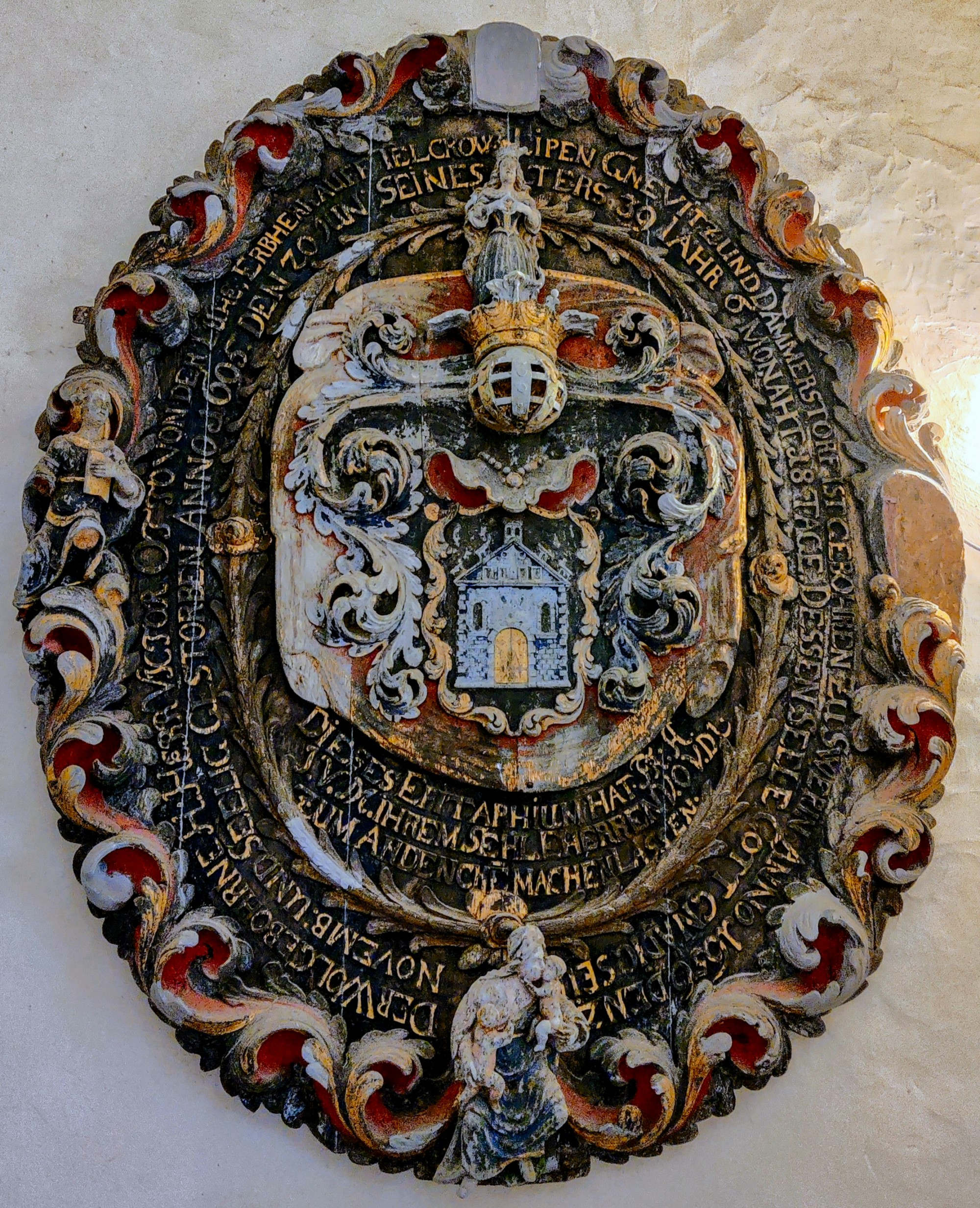
Epitaph des Otto von der Lühe in der Dorfkirche Thelkow
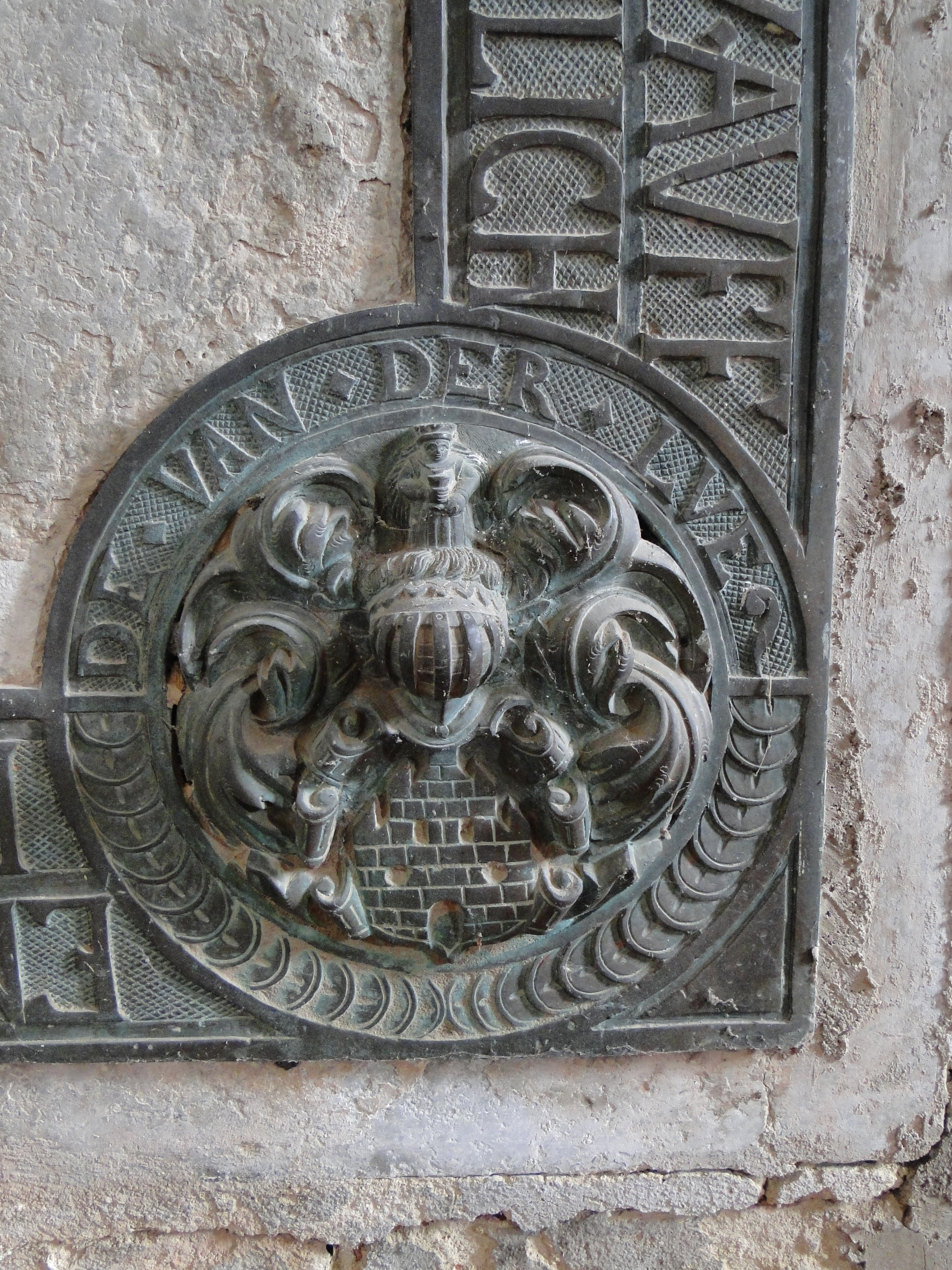
Wappen derer von der Lühe an einer Grabplatte in der Dorfkirche Woosten

## Bekannte Familienmitglieder

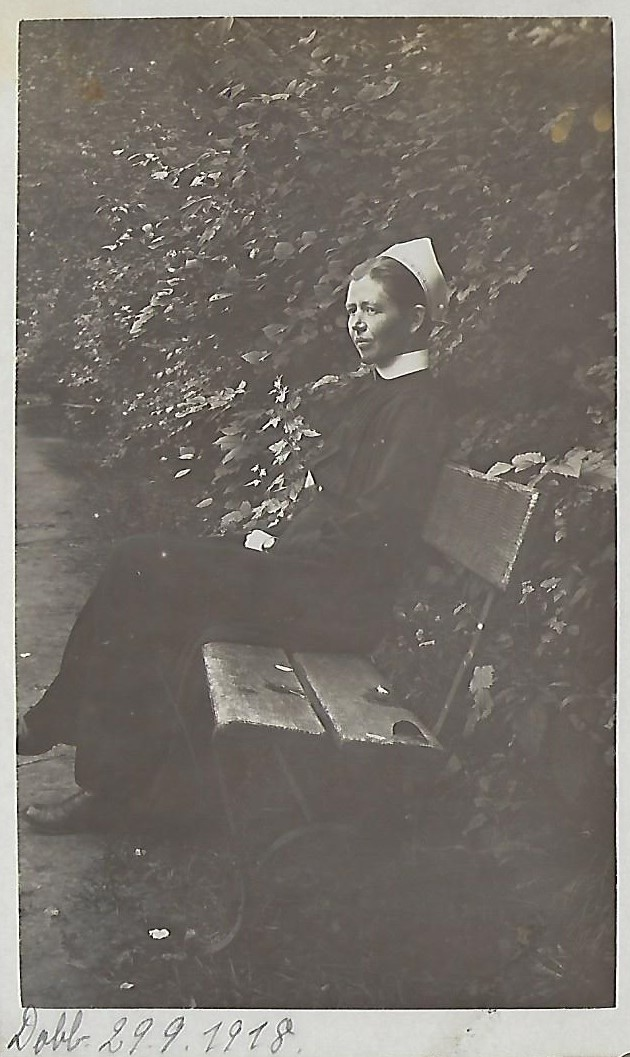
Hedwig von der Lühe (1918) im Kloster Dobbertin

- Adolf von der Lühe (1835–1905), preußischer Generalmajor
- Adolph Andreas von der Lühe (1695–1750), dänischer Kammerherr und Stiftsamtmann
- Andreas Augustin von der Lühe (1677–1730), deutscher Offizier in dänischen Diensten
- Anna Catharina von Passow, geborene von der Lühe (1731–1757), dänische Schauspielerin und Autorin
- Friedrich von der Lühe (1846–1924), preußischer Generalmajor, Hofmarschall und Kammerherr von Marie von Mecklenburg-Schwerin
- Friedrich Carl Emil von der Lühe (1751–1801), dänischer Kammerherr und Amtmann
- Gideon von der Lühe (1704–1755), dänischer Kammerherr und Amtmann
- Hans Otto von der Lühe (1762–1836), württembergischer Beamter und Politiker
- Hartnack Otto von der Lühe (um 1692–1749), dänischer Amtmann
- Irmela von der Lühe (* 1947), deutsche Literaturwissenschaftlerin
- Joachim von der Lühe auf Püttelkow (1526–1588), mecklenburgischer Hofmarschall bei Herzog Ulrich, Klosterhauptmann von 1570 bis 1588 im Kloster Dobbertin
- Joachim Christoph von der Lühe (1696–1756), dänischer Amtmann
- Joachim Friedrich Ernst von der Lühe (1748–1809), deutscher Jurist, Hauptmann und Erzieher
- Margrethe von der Lühe (1741–1826), dänische Oberhofmeisterin
- Paschen von der Lühe (1592–1653), Kammerjunker, Gerichtspräsident und Klosterhauptmann
- Vicco von der Lühe (1863–1952), deutscher Generalmajor
- Volrad August von der Lühe (1705–1778), Oberpräsident in Kopenhagen, Geheimer Konferenzrat, Ordenssekretär und Direktor des Königlichen Theaters

### Gedruckte Quellen
- Mecklenburgisches Urkundenbuch (MUB)
- Mecklenburgische Jahrbücher (MJB)

### Ungedruckte Quellen
Landeshauptarchiv Schwerin (LHAS) LHAS 1.1-9 Ordensverleihungen. Außermecklenburgische. Nr. 16 b Ordensstatuten.
- LHAS 1.1-12 Verträge mit dem Reich. Brandenburg-Preußen, Lübeck. Erzbistum Magdeburg, Sachsen, 1417–1661.
- LHAS 1.5-4/3 Urkunden Kloster Dobbertin. Regesten Nr. 221. 225, 228.
- LHAS 2.11-2//1 Auswärtige Beziehungen einschließlich Reich. Schweden, Dänemark, Schleswig-Holstein, Bistum Halberstadt.
- LHAS 2.26-3 Großherzogliches Marstallamt. Nr. 1214 Stalljunker und späterer Stallmeister von der Lühe 1845–1852.
- LHAS 3.2-3/1 Landeskloster/Klosteramt Dobbertin. Nr. 378, 386 Klosterhauptmann Paschen von der Lühe 1623–1653.
- LHAS 3.2-4 Ritterschaftliche Brandversicherungsgesellschaft.
- LHAS 5.11-2 Landtagsversammlungen, Landtagsverhandlungen, Landtagsprotokolle, Landtagsausschuß.
- LHAS 5.12-4/3 Ministerium für Landwirtschaft, Domänen und Forsten, Abt. Siedlungsamt. Nr. 5157 Rohlstorf mit Hornstorf 1930–1943. Nr. 7476 Hofkammerrat Friedrich von der Lühe 1922–1926.
- LHAS 5.12-7/1 Mecklenburg-Schwerinsches Ministerium für Unterricht, Kunst, geistliche und Medizinalangelegenheiten. Nr. 1087 Die von der Lühe'schen Stiftungen 1906–1917.
- LHAS 9.1-1 Reichskammergericht. Prozeßakten 1495–1806.
- LHAS 10.9-L/06 Personalnachlass Lisch, Friedrich, 8. 2. 8 H, 8. 2. 12 L.

Landeskirchliches Archiv Schwerin (LKAS)
- LKAS, OKR Schwerin, Bestände Nichtstaatliches Archivgut und Sammlungen. Familien- und Personennachlässe: Lühe, Familie von.
- LKAS, OKR Schwerin, Specialia, Abt. 3. Armen- und Freischule, Stiftung des Klosterhauptmanns Paschen von der Lühe 1713.